# Julianne Hough
Julianne Alexandra Hough (Orem, 20 luglio 1988) è una cantante, attrice e ballerina statunitense.
È famosa per aver vinto due edizioni di Dancing with the Stars negli Stati Uniti.

## Biografia
Julianne Hough è nata a Orem, nello Utah, da Marianne e Bruce Hough. Sorella minore del ballerino Derek Hough, ha anche tre sorelle maggiori: Sharee, Marabeth e Katherine. È cugina dell’attore Ross Lynch.
Ha firmato un contratto con la casa discografica Mercury Nashville Records nel dicembre del 2007. Il suo album di debutto fu pubblicato il 20 maggio 2008, e fece la sua entrata alla posizione numero 1 nella classifica degli album country statunitense e alla posizione numero 3 nella Billboard 200. Ha venduto circa 67.000 copie nella sua prima settimana e 350.000 in totale. Il 12 ottobre 2008 ha pubblicato un album natalizio che ha finora venduto all'incirca 250.000 copie.
Ha preso parte a diversi film musicali: Burlesque, Footloose e Rock of Ages.
Si è sposata l'8 luglio 2017 con Brooks Laich da cui ha poi divorziato nel 2020.

## Discografia

### Album in studio
- 2008 – Julianne Hough

### Extended play
- 2008 – Sounds of the Season: The Julianne Hough Holiday Collection

### Colonne sonore
- 2012 – Rock of Ages (Original Motion Picture Soundtrack)
- 2016 – Grease: Live! (Music from the Television Event)

### Singoli
- 2007 – Will You Dance with Me
- 2008 – That Song in My Head
- 2008 – My Hallelujah Song
- 2010 – Is That So Wrong
- 2019 – Transform

### Altri brani
- 2010 – We Are the World 25 for Haiti (singolo di beneficenza in collaborazione con vari artisti)

## Filmografia

### Cinema
- Harry Potter e la pietra filosofale (Harry Potter and the Philosopher's Stone), regia di Chris Columbus (2001) – non accreditata
- Burlesque, regia di Steve Antin (2010)
- Footloose, regia di Craig Brewer (2011)
- Rock of Ages, regia di Adam Shankman (2012)
- Vicino a te non ho paura (Safe Haven), regia di Lasse Hallström (2013)
- Paradise, regia di Diablo Cody (2013)
- Curve - Insidia mortale (Curve), regia di Iain Softley (2015)
- Nonno scatenato (Dirty Grandpa), regia di Dan Mazer (2016)

### Televisione
- Dancing with the Stars – programma TV (2007-2009; 2013-2017)
- Al passo con i Kardashian (Keeping Up with the Kardashians) – programma TV, episodio 6x15 (2011)
- Nashville – serie TV, episodio 3x07 (2014)
- Grease: Live (Grease Live!), regia di Thomas Kail – film TV (2016)
- Speechless – serie TV, episodio 1x10 (2016)
- Dolly Parton: Le corde del cuore (Dolly Parton's Heartstrings) – serie TV, episodio 1x01 (2019)
- America's Got Talent – programma TV (2019-in corso)

## Doppiatrici italiane
Nelle versioni in italiano delle opere in cui ha recitato, Julianne Hough è stata doppiata da:
- Eva Padoan in Burlesque, Rock of Ages, Vicino a te non ho paura
- Myriam Catania in Footloose
- Francesca Manicone in Nonno scatenato
- Valentina Mari in Grease: Live
- Chiara Gioncardi in Dolly Parton: Le corde del cuore